# Непомнящий, Алексей Сергеевич
Алексей Сергеевич Непомнящий (род. 2 января 1980, Красноярск) — российский и украинский журналист, редактор. Главный редактор украинской деловой ежедневной газеты «Капитал».

## Биография

### Ранние годы. Образование
Родился 2 января 1980 года в Красноярске. В 2002-м окончил математический факультет Красноярского государственного университета (сейчас — институт математики и фундаментальной информатики Сибирского федерального университета) по специальности «прикладная математика».

### Журналистская деятельность
В 2004—2005 годах — корреспондент еженедельного делового журнала «Деловой квартал-Красноярск». В течение 2005—2006 — редактор приложений, заместитель главного редактора красноярского бюро деловой ежедневной газеты «Коммерсантъ». В 2006-м назначен главным редактором уральского выпуске еженедельного журнала «Деньги», издававшегося ИД «Коммерсантъ» в Екатеринбурге.
В 2007 году вернулся в Красноярск, где назначен главным редактором делового еженедельника «Бизнес-Актив». В следующем году переехал в Москву, где работал в деловом еженедельном журнале SmartMoney (издательский дом Sanoma Independent Media), интернет-издании Slon.ru, ежедневной деловой газете «Ведомости» (издание того же Sanoma Independent Media).
В 2012 году стал продюсером сайта газеты «Известия» (ИД «Айньюс»), где занимался развитием интернет-версии газеты. С января 2013 года — главный редактор украинского делового ежедневника «Капитал».